# Ingham Airport
Ingham Airport är en flygplats i Australien. Den ligger i kommunen Hinchinbrook och delstaten Queensland, omkring 1 200 kilometer nordväst om delstatshuvudstaden Brisbane. Ingham Airport ligger 14 meter över havet.
Trakten är glest befolkad. Närmaste större samhälle är Ingham, nära Ingham Airport.
Trakten runt Ingham Airport består till största delen av jordbruksmark. Genomsnittlig årsnederbörd är 1 480 millimeter. Den regnigaste månaden är februari, med i genomsnitt 395 mm nederbörd, och den torraste är augusti, med 13 mm nederbörd.